# Tymień (gromada)
Tymień – dawna gromada, czyli najmniejsza jednostka podziału terytorialnego Polskiej Rzeczypospolitej Ludowej w latach 1954–1972.
Gromady, z gromadzkimi radami narodowymi (GRN) jako organami władzy najniższego stopnia na wsi, funkcjonowały od reformy reorganizującej administrację wiejską przeprowadzonej jesienią 1954 do momentu ich zniesienia z dniem 1 stycznia 1973, tym samym wypierając organizację gminną w latach 1954–1972.
Gromadę Tymień z siedzibą GRN w Tymieniu utworzono – jako jedną z 8759 gromad na obszarze Polski – w powiecie koszalińskim w woj. koszalińskim na mocy uchwały nr 43/54 WRN w Koszalinie z dnia 5 października 1954. W skład jednostki weszły obszary dotychczasowych gromad Tymień, Kładno i Łasin ze zniesionej gminy Śmiechów oraz obszar dotychczasowej gromady Strachomino ze zniesionej gminy Dobrzyca  w tymże powiecie. Dla gromady ustalono 12 członków gromadzkiej rady narodowej.
1 stycznia 1958 z gromady Tymień wyłączono: a) wsie Gwizd i Wieniołowo, włączając je do gromady Ustronie Morskie w powiecie kołobrzeskim w tymże województwie oraz b) wieś Strachomino, włączając ją do gromady Dobrzyca w powiecie koszalińskim, po czym gromadę Tymień zniesiono, a jej (pozostały) obszar włączono do gromady Miłogoszcz tamże.